# Ісаак Антіохійський
Ісаак Антіохійський — одна із зірок сирійської літератури, відомий автор великої кількості метричних проповідей, багато з яких відрізняються оригінальністю та кмітливістю, рідкісними серед сирійських письменників. Достовірна хроніка Едеси подає його дату 451 – 452 (Hallier, No. lxvii); а хроніка Михаїла Сирійського робить його сучасником Нона, який став 31-м єпископом Едеси в 449 році. Його слід відрізняти від Ісаака Ніневійського, сирійського письменника про аскетичне життя, який відноситься до другої половини VII століття.
Щодо особистості та історії автора виникли значні труднощі. Висловлювання античних письменників, східних і західних, зібрав Ассемані (BO i. 2072 14). Згідно з цими свідченнями, Ісаак діяв за Феодосія II і був вихідцем з Аміда (Діярбакір), або з Едеси. Декілька письменників ототожнюють його з Ісааком, учнем святого Єфрема, який згадується в анонімному Житті цього подвижника; але за словами патріарха Бар Шушана (пом. 1073), який склав збірку його проповідей, його вчителем був учень Єфрема Зенобій. Вважається, що він мігрував до Антіохії і став настоятелем одного з монастирів поблизу. За словами Захарія Ритора, він відвідав Рим та інші міста, а Зукнінська хроніка Псевдо-Діонісія з Телль-Мара повідомляє нам, що він складав вірші про Світські ігри 404 року та писав про знищення Риму Аларихом I у 410 році. Він також відзначив знищення Антіохії землетрусом у 459 році, так що він, мабуть, прожив приблизно до 460 року. На жаль, ці вірші зникли.
Коли ми розглядаємо збірку проповідей, приписуваних Ісааку, виникають труднощі з двох причин.
1. Автор деяких віршів є палким прихильником халкедонської ортодоксії (див. особливо № 1-3 у виданні Бікела = 62-64 в Беджані), інших і більш важливих проповідей (наприклад, Бікелл 6, 8 = Беджан 59, 61, і особливо Беджан 60) вчення є монофізитським, хоча Євтих і Несторій однаково засуджуються.
2. Одна з монофізитських проповідей, відома поема з 2136 рядків про папугу, яка виголошувала Трисвято на вулицях Антіохії (Bickell, 8 = Bedjan 61), здається, була написана в Антіохії після Петра Фуллера (патріарх 471-488). порушив суперечку про додавання до славословії слів qui crucifixus es pro nobis. Тому навряд чи можливо, щоб автором цієї проповіді був той самий, хто склав втрачені вірші про світські ігри 404 року та про розграбування Риму.

Більше того, Т. Дж. Ламі (S. Ephraemi hymni et sermones, iv. 361-364) і Bedjan (Homiliae S. Isaaci, i. pp. iv-ix) звернули увагу на висловлювання Якова Едеського (708) у листі до Іоанна Стовпника. Він каже, що було три Ісааки, які писали по-сирійськи, два монофізити та один халкедонський:
1. Перший, каже він, вихідець з Аміда, учень св. Єфрема, відвідав Рим за часів Аркадія (395-408), на зворотному шляху пережив ув'язнення в Константинополі, а потім став священиком у церкві Аміда.
2. Другий був жерцем Едеси і досяг розквіту за правління Зенона (474-491). Він піднявся до Антіохії за часів Петра Повного. Потім Джейкоб розповідає історію папуги (див. вище).
3. Третій також був едесецем. Спочатку за часів єпископа Павла (510-522) він був монофізитом, але згодом, за часів халкідонського єпископа Асклепія, написав вірші, викладаючи «несторіанські» (тоб. Халкедонське) вчення.

З такими суперечливими доказами неможливо прийти до певного результату. Але Яків є раннім свідком: і в цілому здається безпечним зробити висновок з Беджаном (стор. ix), що твори принаймні двох авторів були включені до збірки, приписуваної Ісааку Антіохійському. Все-таки більшість віршів є твором, з одного боку, монофізита V століття, який написав поему про папугу. Повний список із 191 вірша, що існує в європейській MSS. дає Бікелл, який скопіював 181 з метою опублікування їх усіх: інші 10 були раніше скопійовані Піусом Зінгерле. Але два томи, опубліковані Бікелом за його життя (Гіссен, 1873 і 1877), містять лише 37 проповідей. Видання Беджана, з якого вийшов лише перший том (Париж, 1903), містить 67 віршів, т.е. 24 раніше опубліковані (18 Бікелл) і 43 нові, хоча всі їхні назви включені в список Бікелла.
Головний інтерес письменника полягає в застосуванні релігії до практичних обов’язків життя, чи то в церкві, чи в світі. Він чудово володіє нецензурною лексикою та значними навичками влучної ілюстрації. Завзяття, з яким він засуджує зловживання, поширені в церкві його часу, і особливо в чернечих орденах, мало чим відрізняється від протестантських реформаторів.
Він показує знайомство з багатьма фазами життя. Він описує розбещеність суддів, поширеність лихварства та скупості, нецнотливість, яка особливо характерна для вищих класів, і загальне лицемірство так званих християн. Його доктринальні дискусії можуть бути розсіяними; але він рідко втрачає з поля зору відношення доктрини до практичного життя. Він з надзвичайною суворістю судить тих, хто сперечається про релігію, нехтуючи її сповідуванням, і тих, хто, будучи дурним і неосвіченим, наважується втягуватися в таємниці, запечатані для ангелів. «Ми не нещодавно знайшли Його, щоб шукати й шукати Бога. Яким Він був: Він не змінюється з часом... Визнай, що Він створив тебе з пороху: не досліджуй способу Його буття: поклоняйся Йому, що Він викупив тебе Своїм єдинородним Сином; не питай, як Він народився».
Деякі твори Ісаака представляють інтерес для історика V ст. У двох віршах (Bickell II, 12 = Bedjan 48, 49), написаних, ймовірно, в Едесі, він згадує захоплення арабами Бет-Уура, міста поблизу Нісібіса. Хоча історичні натяки далекі від ясності, ми прийшли до висновку, що Бет-Уур, який у ревному язичництві був наступником Уарана, був у попередні дні спустошений персами; але протягом останніх 34 років перси самі зазнали покори. І ось настала повінь арабських загарбників, синів Агарі, які знесли місто і вивели в полон усіх його мешканців.
З цих двох віршів і з 2-ї проповіді про Піст (Бікелл 14 = Беджан 17) ми отримуємо яскраве уявлення про нещастя, які зазнали жителі цього прикордонного регіону під час воєн між Персією та Романо-Грецькою імперією. Є також повчальні згадки про язичницькі обряди та поклоніння язичницьким божествам (таким як Баалті, Уззі, Гедлат і планета Венера), поширені в Месопотамії. Дві інші поеми (Bickell 35-36 = Bedjan 66-67), написані, ймовірно, в Антіохії, описують поширеність чаклунства і надзвичайний вплив халдеїв і чарівників на жінок, які були номінально християнками.
Дата Ісаака Ніневійського тепер відома з Liber fundatorum Ішо'днаха з Башри, письменника 8-го століття; див. Bedjan's edition, and Chabot, Livre de la chasteté, p. 63. Assemani (B.O. i. 445) помістив його наприкінці VI століття, а Шабо (De S. Isaaci Ninivitae vita та ін.) у другій половині V століття.
Ламі (op. cit. iv. 364-366) зазначив, що деякі з віршів є в певних MSS. приписується Єфремові. Можливо, автора православних віршів взагалі не звали Ісаак.
Список Ассемані з 104 віршів (BO i. 254-234) повністю охоплений списком Бікелла.
Метр усіх опублікованих гомілій є семискладовим.